# Siarczan glinu potasu
Siarczan glinu potasu (nazwa Stocka: siarczan(VI) glinu potasu), AlK(SO
4)
2 – nieorganiczny związek chemiczny z grupy siarczanów, sól podwójna glinowa i potasowa kwasu siarkowego. Występuje naturalnie jako minerał ałun potasowy w postaci dodekahydratu AlK(SO
4)
2·12H
2O. Związek ten jest używany do zaprawiania ognioodpornego tkanin oraz do klarowania mętnej wody. Ma on właściwości antyseptyczne, więc jest stosowany jako środek ograniczający przykry zapach potu. Ze względu na właściwości ściągające może być również używany przy goleniu do zmniejszania krwawienia drobnych zacięć i otarć.

## Właściwości
Ałun potasowy krystalizuje w formie regularnych ośmiobocznych kryształów. Po podgrzaniu do temperatury 92 °C traci wodę krystaliczną, w której sam się rozpuszcza, jednak w miarę dalszego ogrzewania woda odparowuje i związek zastyga na kruchą, krystaliczną masę.

## Otrzymywanie
Ałun potasowy wydziela się w formie krystalicznej podczas zatężenia zmieszanych wodnych roztworów siarczanu glinu i siarczanu potasu.